# Trichosanthes unicirrata
Trichosanthes unicirrata är en gurkväxtart som beskrevs av C.H.Yueh och Lu Q.Huang. Trichosanthes unicirrata ingår i släktet Trichosanthes och familjen gurkväxter. Inga underarter finns listade i Catalogue of Life.